# Мадагаскарский венценосный орёл
Мадагаскарский или малагасийский венценосный орёл (лат. Stephanoaetus mahery) — вымерший вид венценосных орлов, эндемик Мадагаскара, обитал на острове до XVI века. Являлся одним из крупнейших представителей отряда ястребообразных (Accipitriformes). Судя по найденным ископаемым костям, по размерам был близок к ныне существующему африканскому венценосноному орлу.
Чем этот орёл питался, достоверно неизвестно, но предполагают, что он мог охотиться на некоторые виды ныне вымерших крупных лемуров (Мегаладаписы) весом до 17-20 кг, возможно, на молодых эпиорнисов и доживших до нашей дней лемуров вари и индри. В научно-популярной литературе есть даже предположения, что в его рацион входили карликовые гиппопотамы.
Мадагаскарские лемуры до сих пор инстинктивно прячутся при виде крупной птицы в небе, хотя ни одна из ныне живущих птиц для них не опасна.
Вымер, вероятно, из-за разрушения среды обитания и истребления крупных видов фауны Мадагаскара человеком.